# キャメロン・ウォキ
キャメロン・ウォキ（Cameron Woki、1998年11月7日 - ）は、トップ14ラシン92に所属するラグビー選手。

## プロフィール
- フランス・サン＝ドニ出身。
- ポジションはロック(LO)、フランカー(FL)。
- 身長 196cm、体重 109kg
- U20フランス代表に選ばれたことがある[1]。
- フランス代表キャップは16(2022年3月現在)。

## 略歴
ルーアンを経て、2017年、ボルドーに加入。 
2022年、ラシン92に加入。 